# Bleecker Street

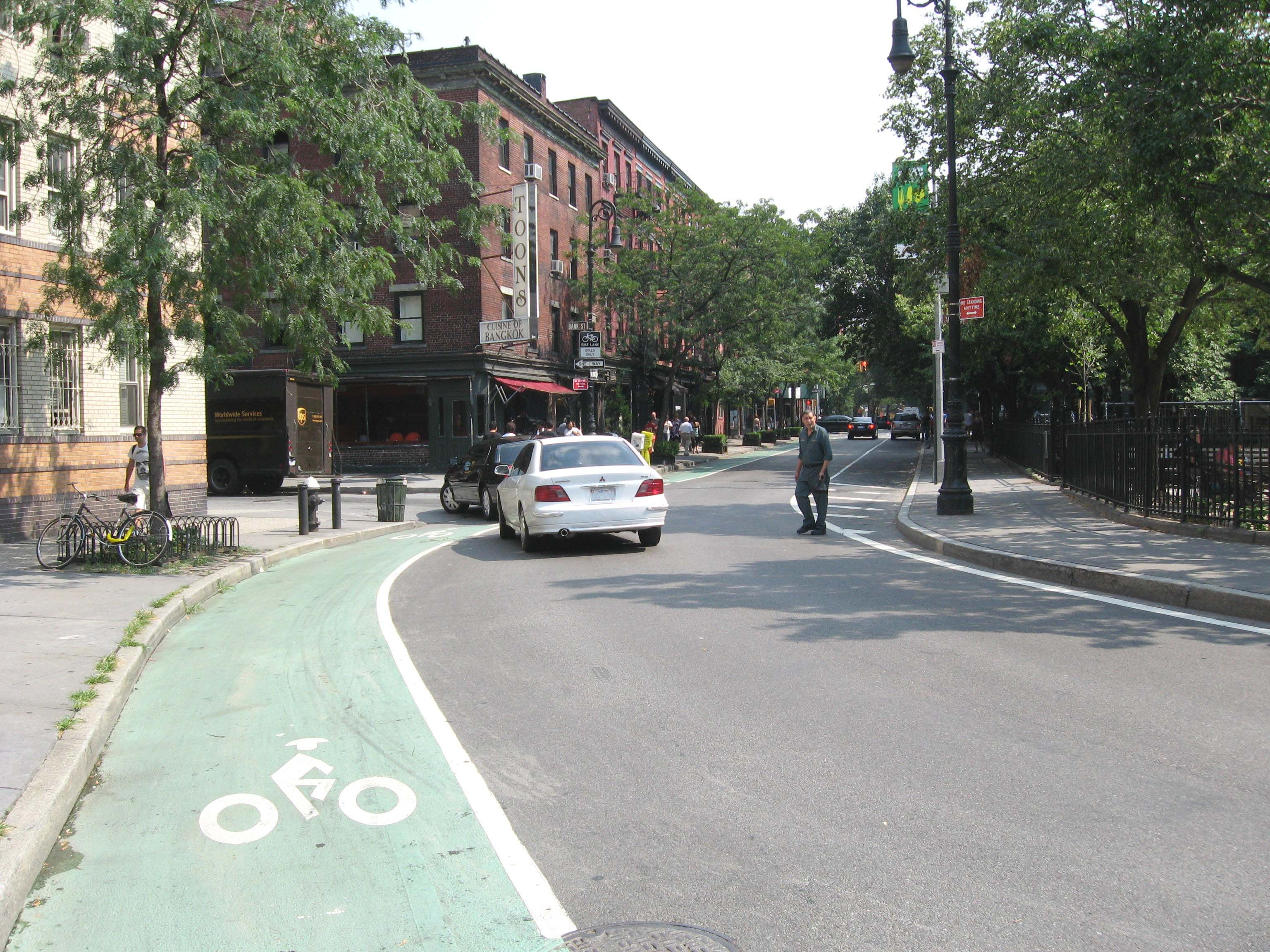
Vue vers le sud à partir d’Abingdon Square.

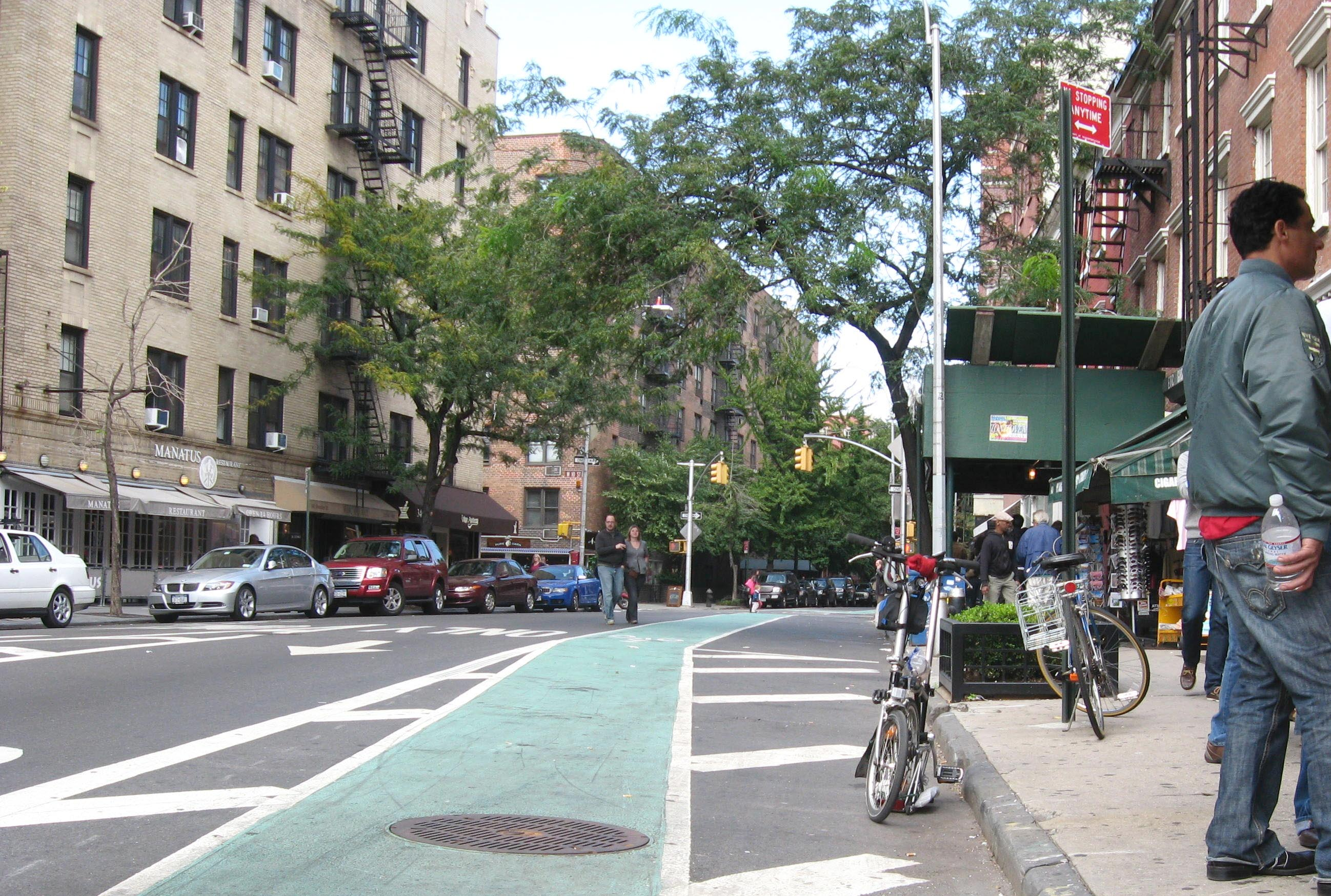
Vue vers le nord en direction de la 10e rue.

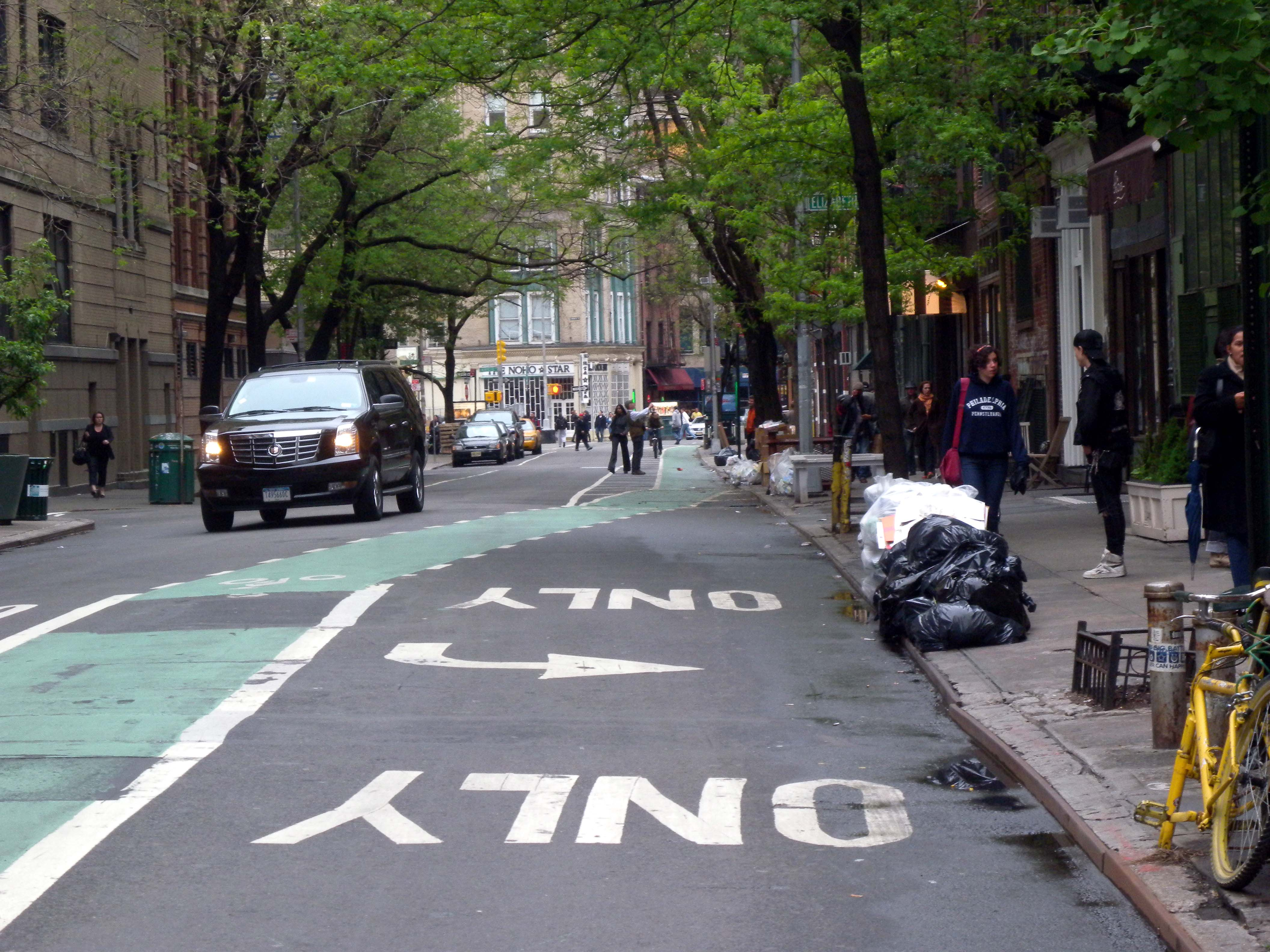
Bleecker Street vers l’ouest de Bowery.

Bleecker Street est une rue de New York.

## Situation et accès
Située dans l'arrondissement de Manhattan, cette rue, surtout connue comme quartier des discothèques de Greenwich Village. C'est une artère qui relie un quartier aujourd’hui populaire pour les sites de musique et de comédie, mais qui était autrefois un centre important de la bohème américaine.
Bleecker Street relie Abingdon Square, l’intersection de la Huitième Avenue et la rue Hudson dans le West Village, à Bowery dans le East Village. Les sites proches incluent Washington Square Park et le café musical Café Wha?, où Bob Dylan, Jimi Hendrix, Bruce Springsteen, Kool & the Gang, Bill Cosby, Richard Pryor et nombre d’autres ont commencé leur carrière. Le club CBGB, fermé depuis 2006, était situé à l’extrémité est de Bleecker Street, au coin de Bowery.
La circulation routière est à sens unique, vers le sud et l’est. Au début de décembre 2007, une partie a été mis désignée comme une piste cyclable. Bleecker Street est desservie par la ligne 4 6 <6> du métro à la station Bleecker Street.

## Origine du nom
Bleecker Street tire son nom de la famille Bleecker (en) parce que la rue passait à travers leur ferme. 

## Historique
En 1808, Anthony Lispenard Bleecker (en) et son épouse ont cédé à la ville de New York une grande partie de la terre sur laquelle se trouve actuellement Bleecker Street.
À l’origine, Bleecker Street n’allait pas, à l’ouest, au-delà de la Sixième Avenue. Ce n’est qu’en 1829 qu’elle a été jointe à Herring Street au nord-ouest pour aller jusqu’à Abingdon Square.

## Bâtiments remarquables et lieux de mémoire
- Bleecker Street Cinema, fermé en 1991.
- The Bitter End, boite de nuit au 147 Bleecker Street ;
- The Village Gate, boite de nuit au 160 Bleecker Street ;
- (Le) Poisson Rouge, boite de nuit au 158 Bleecker Street ;
- The Back Fence, boite de nuit au 155 Bleecker Street (au coin de Bleecker et Thompson) ;
- Cafe Au Go Go, boite de nuit au 152 Bleecker Street ;
- Kenny’s Castaways, boite de nuit au 157 Bleecker Street.

### Résidents notables
- James Agee a vécu à 172 Bleecker Street, au-dessus de Cafe Espanol (1941-1951)
- Robert Frank
- Alicia Keys
- Mariska Hargitay
- Mark Van Doren
- Cookie Mueller a vécu à 285 Bleecker Street, au-dessus de Ottomanelli (1976-1989)
- Craig Rodwell a vécu à 350 Bleecker Street (1968-1993).
- Saul Leiter y ouvrit un studio en 1953.